# NGC 2208
NGC 2208 est une vaste galaxie lenticulaire située dans la constellation du Cocher.         NGC 2208 a été découverte par l'astronome américain Lewis Swift en 1886.

## Caractéristiques
Sa vitesse par rapport au fond diffus cosmologique est de 5 849 ± 49 km/s, ce qui correspond à une distance de Hubble de 86,3 ± 6,1 Mpc (∼281 millions d'al).